# Hydraena jivaro
Hydraena jivaro är en skalbaggsart som beskrevs av Perkins 1980. Hydraena jivaro ingår i släktet Hydraena och familjen vattenbrynsbaggar. Inga underarter finns listade i Catalogue of Life.